# Smrk (berg i Tjeckien, Mähren-Schlesien, lat 49,51, long 18,37)
Smrk är ett berg i Tjeckien.   Det ligger i regionen Mähren-Schlesien, i den östra delen av landet, 290 km öster om huvudstaden Prag. Toppen på Smrk är 1 276 meter över havet.
Terrängen runt Smrk är huvudsakligen kuperad.Runt Smrk är det mycket glesbefolkat, med 6 invånare per kvadratkilometer. Närmaste större samhälle är Frýdek-Místek, 19,5 km norr om Smrk. I omgivningarna runt Smrk växer i huvudsak barrskog.